# Eliščiná
Eliščiná (Eliščino, německy Liselsberg nebo Lieselsberg) je zaniklá osada ve Vojenském újezdu Libavá v Oderských vrších v okrese Olomouc v Olomouckém kraji.
První písemná zmínka o pile je z r. 1713 a osada pak byla založena v roce 1793. V osadě byla vodní pila, která byla prvním a nejvýše položeným vodou poháněným zařízením na toku řeky Odry. Zánik obce je spojen s odsunem německého obyvatelstva v roce 1946 a následným vznikem Vojenského újezdu Libavá. Dnes jsou již patrné jen základy budov a mlýnského náhonu.

## Další informace
Místo je veřejnosti nepřístupné z důvodu vojenského prostoru. Vybrané trasy územím Vojenského újezdu Libavá bývají jednorázově zpřístupněny v rámci akce Bílý kámen, Eliščiná však obvykle neleží na žádné z povolených tras.
Přibližně 1,1 km východně se nachází přírodní rezervace Smolenská luka s velká pestrosti vlhkomilných rostlin a živočichů.
Přibližně ve vzdálenosti 2,3 km přibližně jihovýchodně se nacházejí Fidlův kopec (nejvyšší bod Oderských vrchů) a Pramen řeky Odry.

## Galerie

Zaniklá osada Eliščiná (Liselsberg), Oderské vrchy, Vojenský újezd Libavá
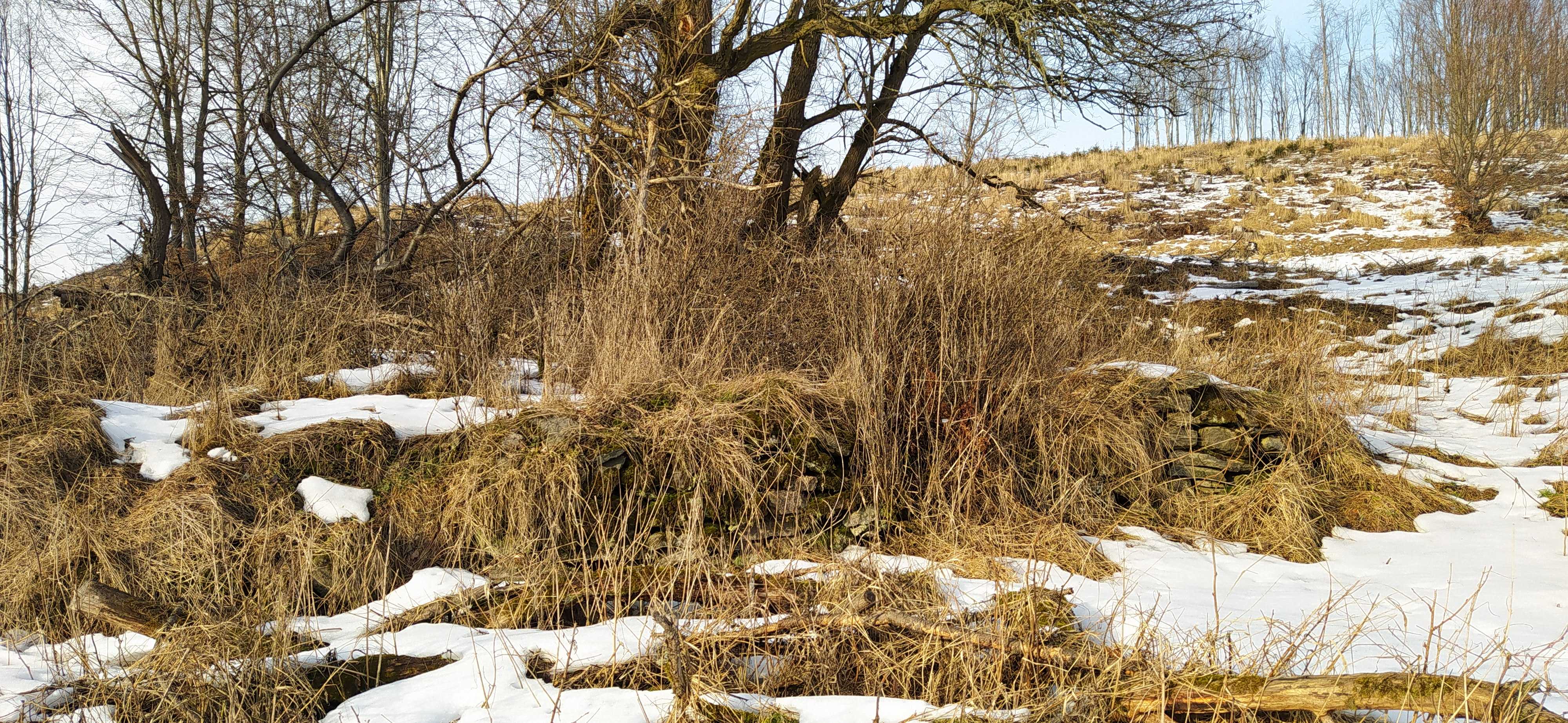
Na stráni nad mlýnem
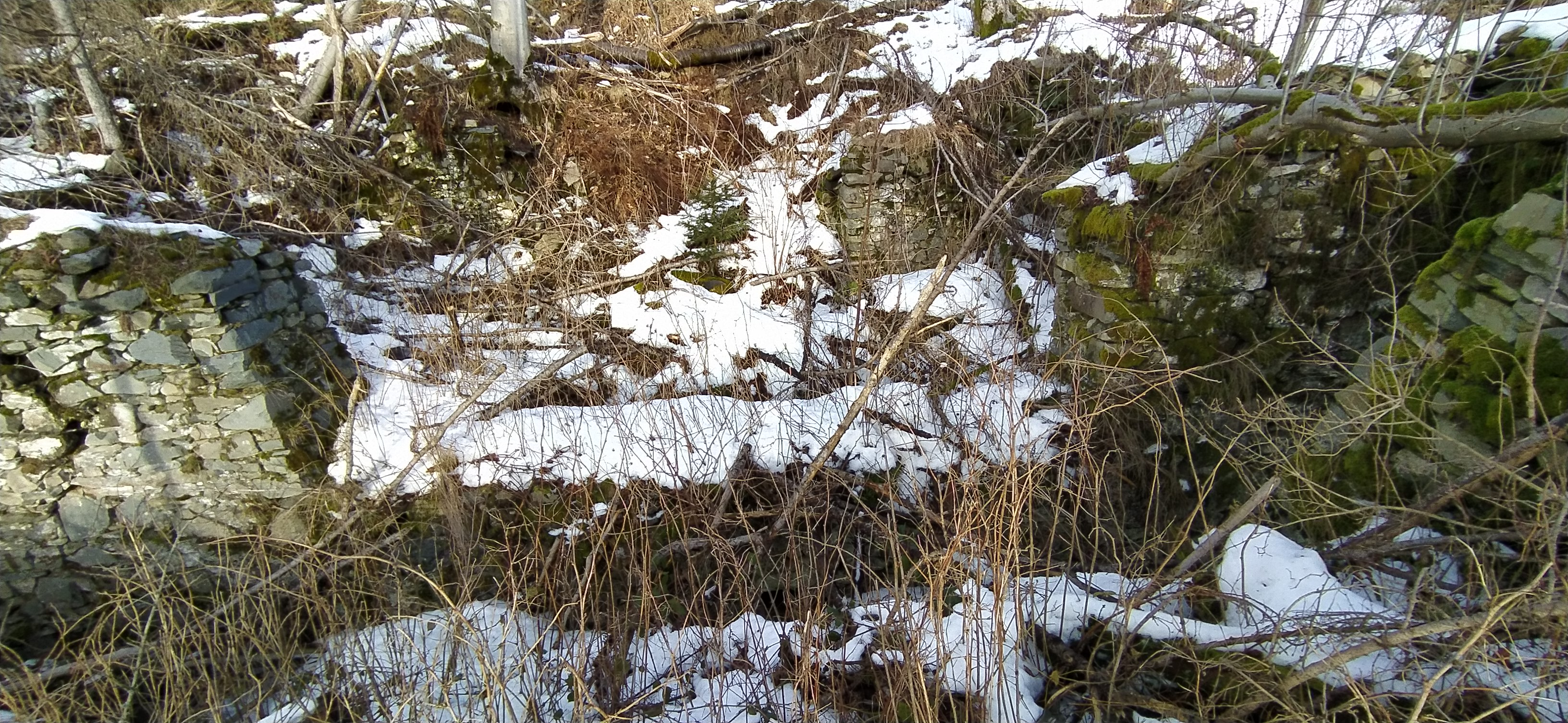
Vodní mlýn
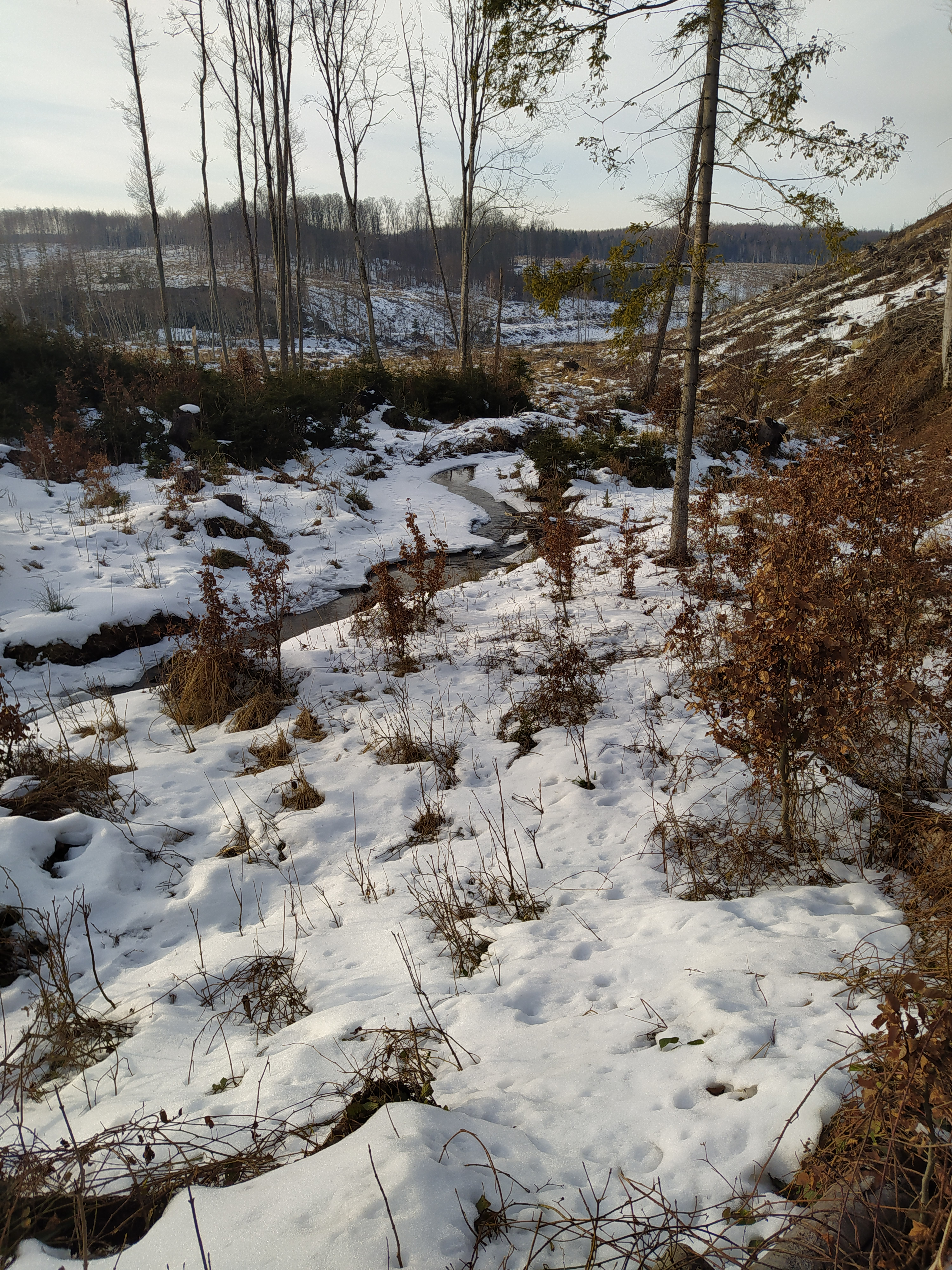
Řeka Odra pod mlýnem